# Ben Zucker
Pour les articles homonymes, voir Zucker.
Ben Zucker (né le 4 août 1983 à Ueckermünde) est un chanteur allemand.

## Biographie
Ben Zucker a grandi à Berlin-Mitte et s'enfuit avec sa famille peu de temps avant la chute du mur en Allemagne de l'Ouest. Il retourne ensuite à Berlin.
Il a commencé à jouer de la guitare avec son père à l'âge de 14 ans. Il reprend d'abord des chansons anglaises de grunge et de rock avant de passer aux chansons allemandes.
En collaboration avec Thorsten Brötzmann et Roman Lüth, Zucker produit Na und?!, qui est à la fois le titre de son premier single de mars 2017 et son premier album de juin 2017. Après la première présentation du single à la télévision dans Schlagercountdown, une émission animée par Florian Silbereisen, il obtient en quelques minutes le 21e rang du classement iTunes. Fin juin 2017, l'album entre dans le Deutsche Musikcharts à la 32e place et atteint en juin 2018 la 4e place.
Ben Zucker est nommé à Echo dans deux catégories en 2018, Newcomer National et Schlager, mais ne gagne rien. Il accompagne Helene Fischer lors de sa tournée des stades en 2018.

## Discographie
Album
- 2017 : Na und?!
- 2019: Wer sagt das?!

Singles
- 2017 : Na und?!
- 2017 : Was für eine geile Zeit
- 2018 : Der Sonne entgegen
- 2019: Wer sagt das?!
- 2020: Sommer der nie geht

Featuring
- 2018 : Ça va, ça va – Claudio Capéo feat. Ben Zucker
- 2020: Perfect – Sarah Zucker feat. Ben Zucker
- 2021 : "Immer Noch" - Glasperlenspiel feat. Ben Zucker

## Source de la traduction
- (de) Cet article est partiellement ou en totalité issu de l’article de Wikipédia en allemand intitulé « Ben Zucker » (voir la liste des auteurs).